# Isognomostoma isognomostomos
Isognomostoma isognomostomos is een slakkensoort uit de familie van de tuinslakken (Helicidae). De wetenschappelijke naam van de soort werd in 1784 voor het eerst geldig gepubliceerd door Johann Samuel Schröter.

## Kenmerken
De slakkenhuis is plat kegelvormig en meet 4-7 x 11-14 mm. Het heeft 5 tot 6 windingen met matig convexe windingen. De omtrek van de winding is afgerond, de onderkant is afgeplat. De navel is gespleten en soms bedekt door de zoom van de mond. De basale rand en de buitenrand van de mond zijn verdikt als lamellen aan de binnenkant, de buitenrand en basale rand zijn tandachtig. De mond is driehoekig afgerond. De schaal is relatief dun en doorschijnend; het is hoornbruin van kleur. De bovenzijde is fijnkorrelig en bedekt met fijne, relatief lange haren.
De rug, kop en voelsprieten van het dier zijn bijna zwart van kleur, de zool is grijs.

## Verspreiding en leefgebied
Isognomostoma isognomostomos leeft het liefst in de rotsachtige delen van relatief vochtige loofbossen in de bergen of in heuvelachtige gebieden. In de hoogte komt het voor van ongeveer 300 meter tot ongeveer 1800 meter hoogte. Het voedt zich met rotte delen van planten, maar ook met schimmels. Voor de winterslaap wordt de schaal gesloten met een kalkhoudend epifragma.
Deze slakkensoort komt voor in het centrale deel van Centraal-Europa. Het verspreidingsgebied strekt zich uit van de Spaanse Pyreneeën in het westen, via Midden-Frankrijk en Zuidoost-België, via Zwitserland, de zuidelijke helft van Duitsland, Tsjechië, Oostenrijk tot Polen, Letland, verder naar het zuiden via Hongarije tot Zuid-Rusland. Het komt echter slechts zeer verspreid voor in dit gebied.